# Notre-Dame-des-Marais (La Ferté-Bernard)

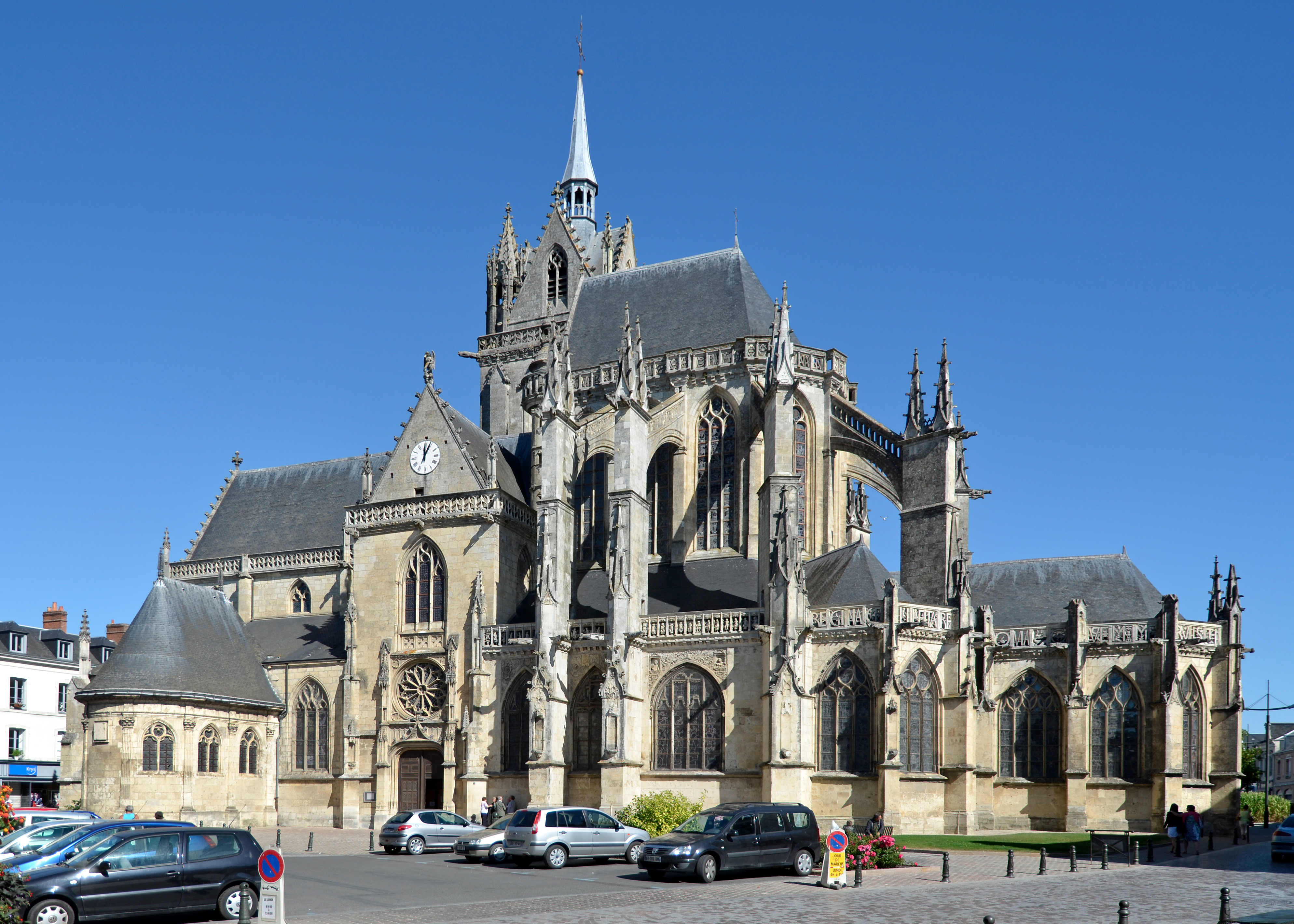
Pfarrkirche Notre-Dame-des-Marais

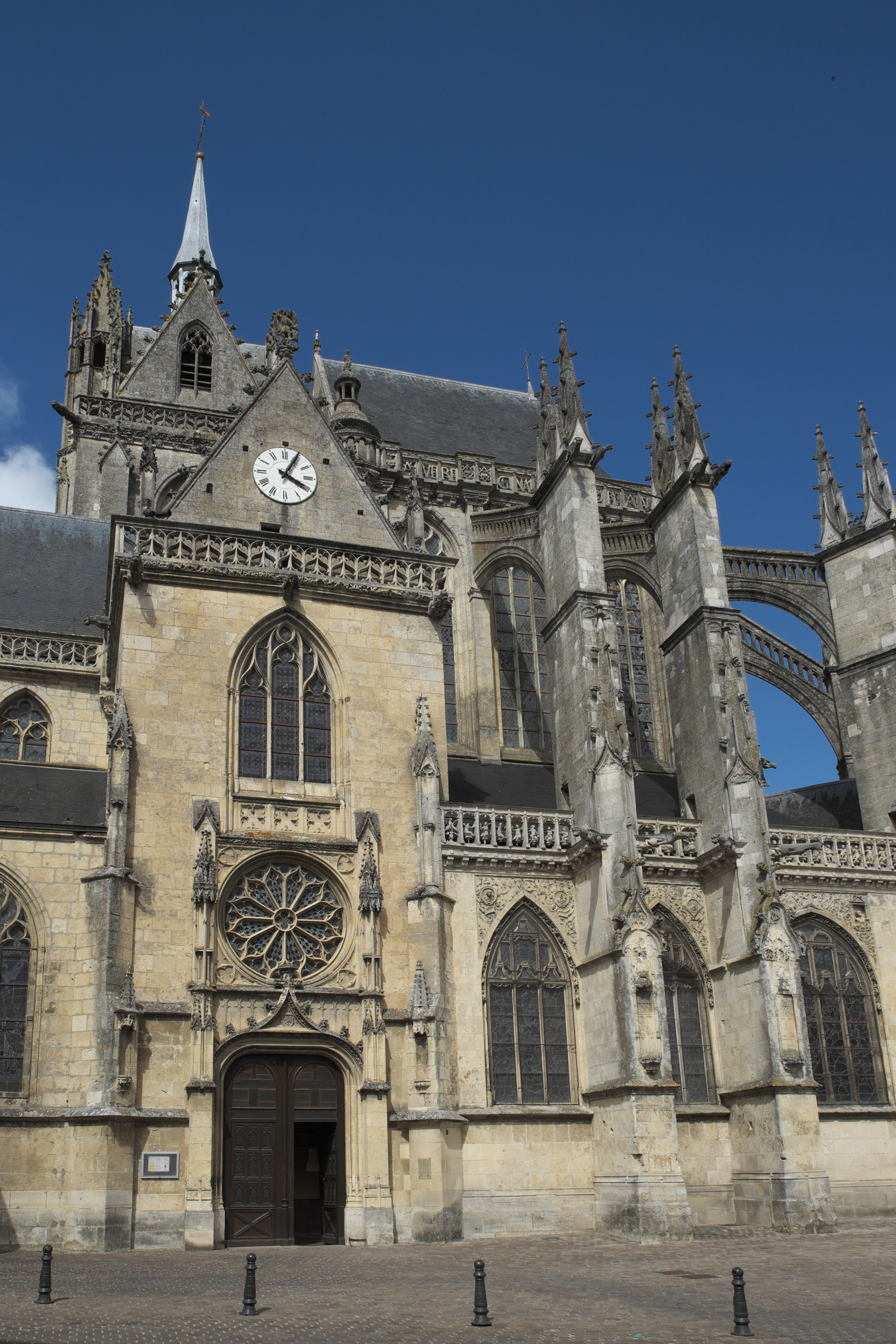
Pfarrkirche Notre-Dame-des-Marais

Die katholische Pfarrkirche Notre-Dame-des-Marais in La Ferté-Bernard, einer Stadt im Département Sarthe in der französischen Region Pays de la Loire, wurde im 15. Jahrhundert an der Stelle einer Kapelle errichtet. Ende des 16. Jahrhunderts wurde der Bau vollendet. Die Kirche besitzt zahlreiche Bleiglasfenster, von denen die ältesten aus dem 15. Jahrhundert stammen. Bereits im Jahr 1840 wurde die Kirche als Monument historique in die Liste der Baudenkmäler (Base Mérimée) in Frankreich aufgenommen.

## Geschichte
Die erste Erwähnung einer Kapelle in La Ferté-Bernard geht auf das Jahr 1233 zurück. Als im Jahr 1366 diese Kapelle, die Notre-Dame (Unserer Lieben Frau) geweiht war, zur Pfarrkirche erhoben wurde, beschloss man einen Neubau des Gotteshauses, der sich allerdings durch den Hundertjähriger Krieg verzögerte. Erst um 1450 wurde mit den Bauarbeiten begonnen, die sich 150 Jahre lang hinziehen sollten. Zunächst wurden das Langhaus und der Turm errichtet, zu Beginn des 16. Jahrhunderts folgten der Chor mit seinem Kapellenkranz. Im Jahr 1596 war die Kirche fertiggestellt, deren Ausmaße die Bedürfnisse einer kaum 1000 Einwohner zählenden Gemeinde weit übertrafen.

## Architektur
Die Architektur der Kirche ist vom Baustil der Gotik geprägt. Während der Dekor des Langhauses und des Westportals ebenfalls gotisch sind, weist der Chor mit seinem dreigliedrigen Aufriss und seinem mächtigen Strebewerk einen reichen Renaissance-Dekor auf.

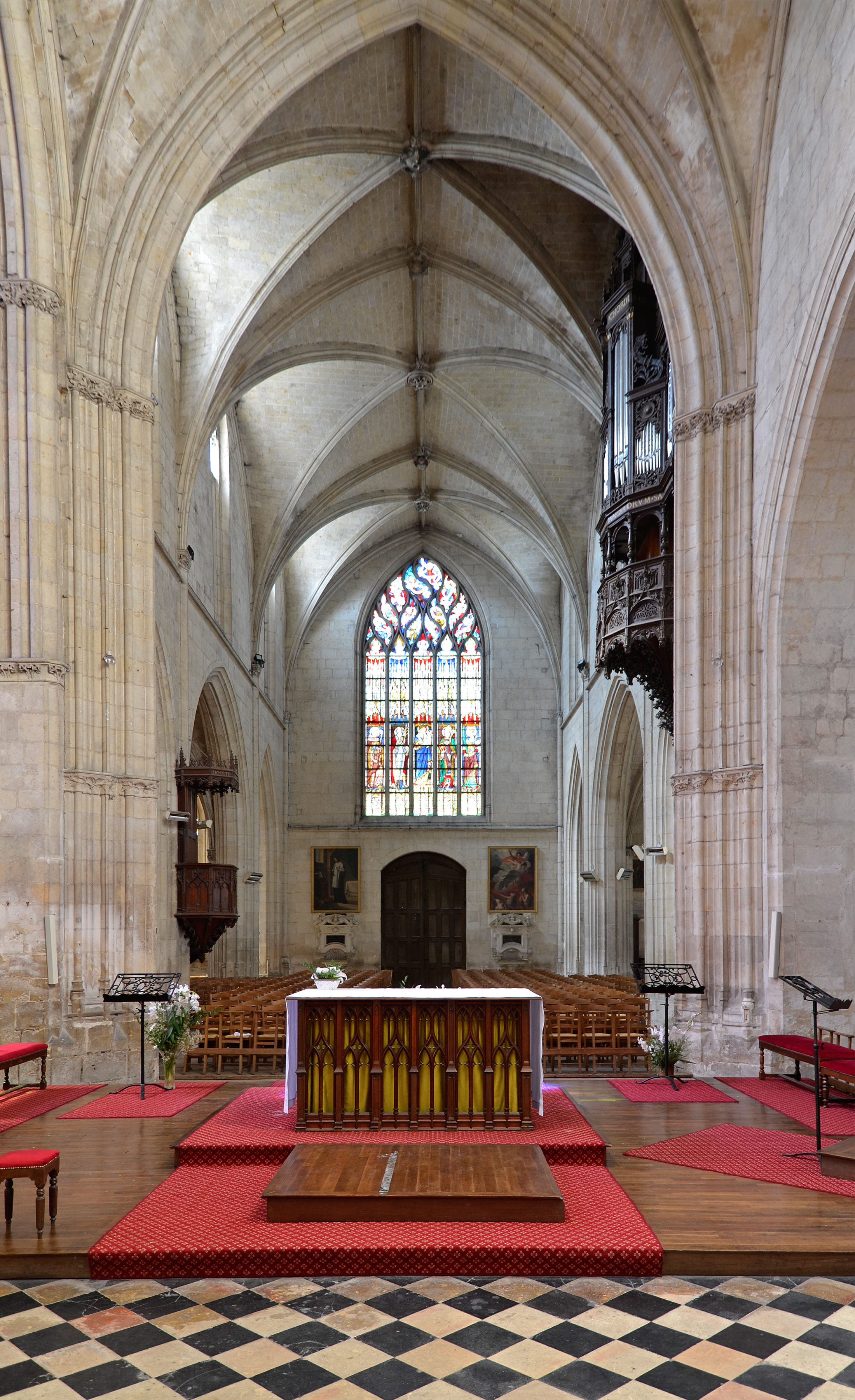
Langhaus nach Westen
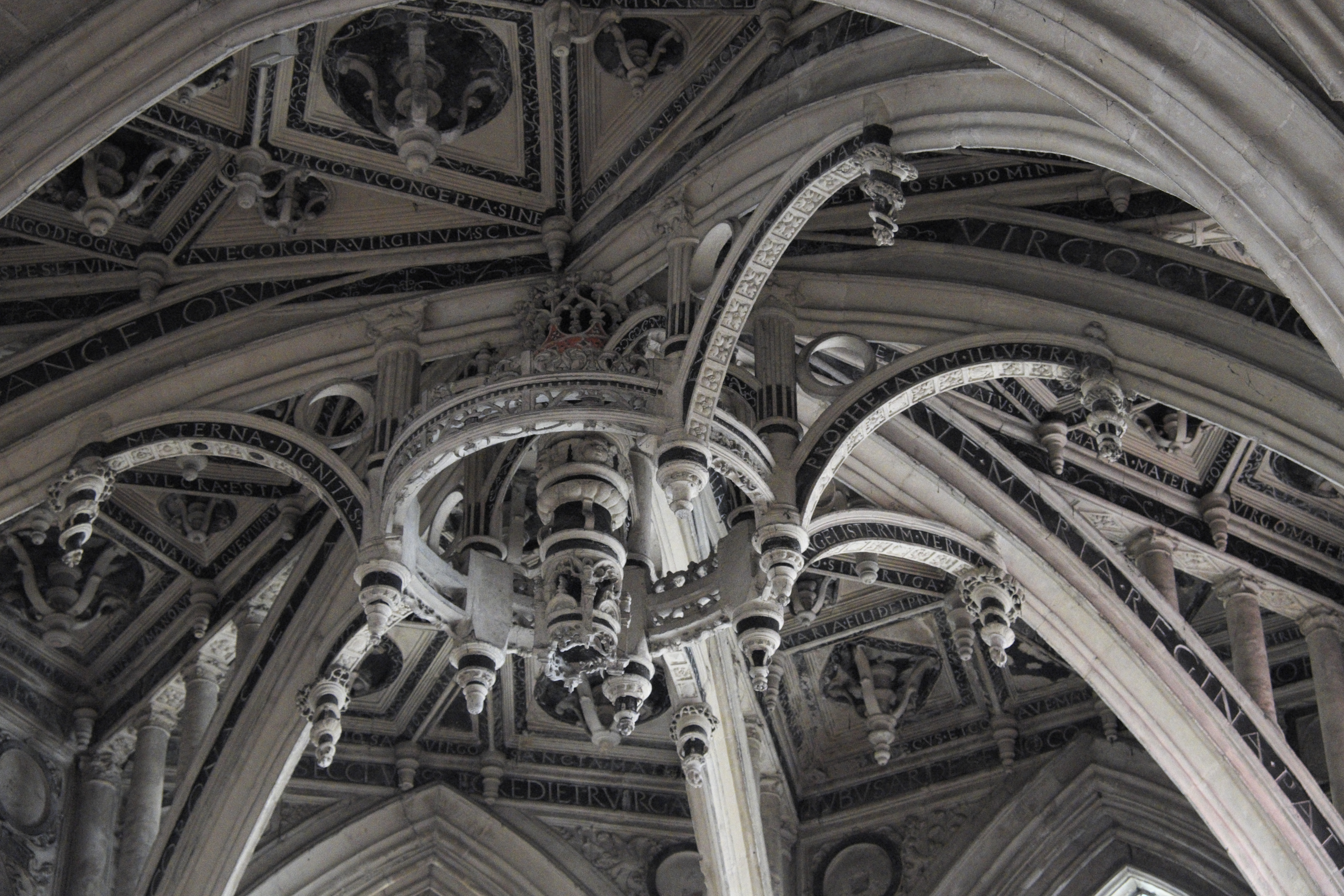
Abhänglinge
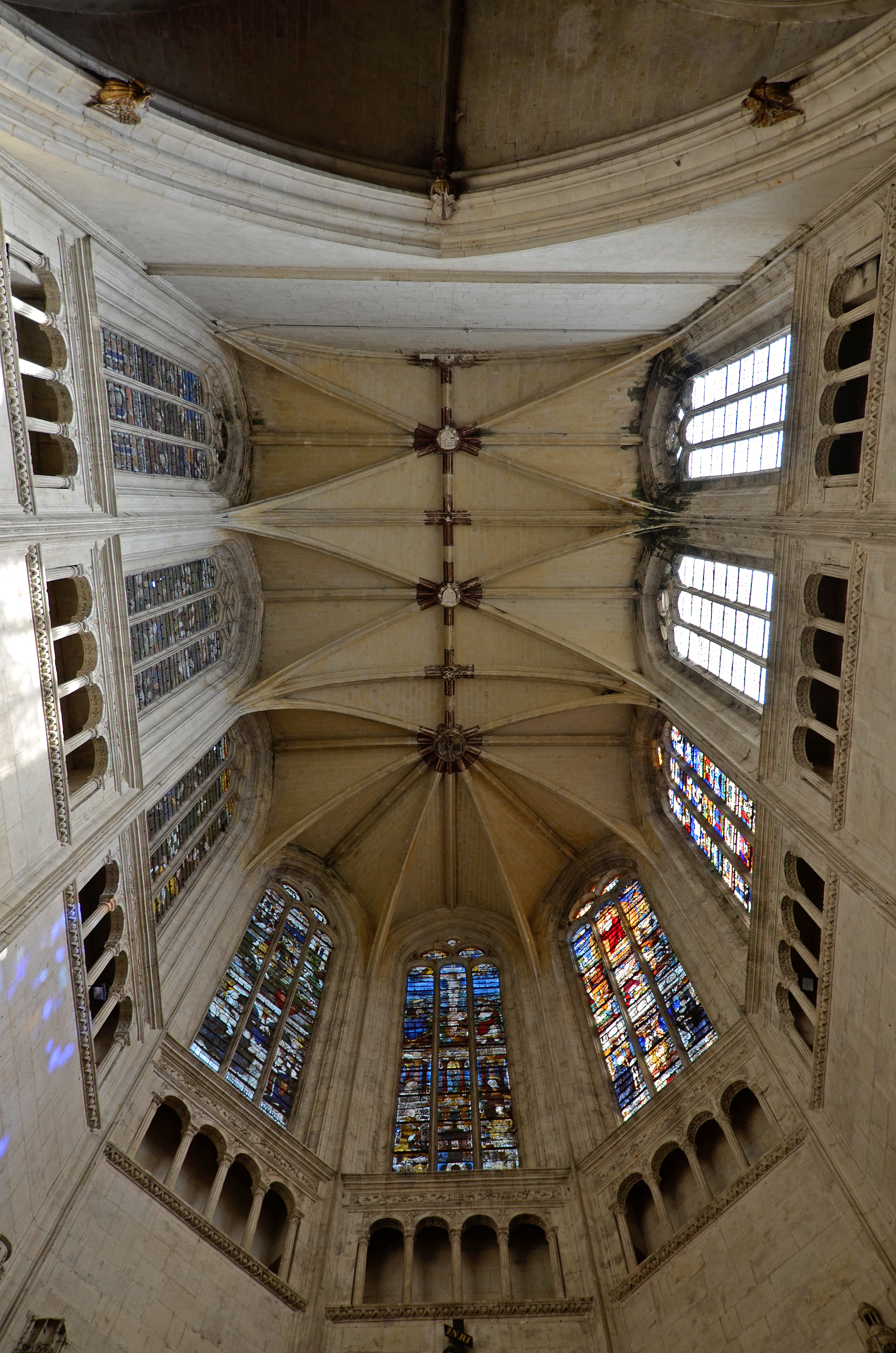
Gewölbe im Chor

## Bleiglasfenster
Die ältesten Bleiglasfenster stammen aus der zweiten Hälfte des 15. Jahrhunderts. Sie befinden sich im Langhaus und im nördlichen Chorseitenschiff. Die Fenster der Chorumgangskapellen und des südlichen Chorseitenschiffs wurden zwischen 1533 und 1540 ausgeführt, die oberen Chorfenster um 1600. Einige Fenster können aufgrund von Aufträgen und Rechnungen den Glasmalern Robert und Jean Courtois sowie François Delalande zugeschrieben werden. Ab 1839 wurden die Fenster durch Léopold Charles restauriert und beschädigte Scheiben durch neue ersetzt. Teilweise wurden die Scheiben auch in andere Fenster eingebaut. Nach dem Krieg von 1870/71 schufen Édouard Rathouis, Eugène Hucher und dessen Sohn Ferdinand in der Glasmalereiwerkstatt der Karmelitinnen von Le Mans neue Fenster für die Chorscheitelkapelle und die Seitenschiffe mit zum Teil historisierenden Themen. 1936 wurde die Glasmalerei Tournel in Paris mit der Restaurierung der Fenster beauftragt. Im Jahr 1940, während des Zweiten Weltkriegs, wurden die Fenster aus Sicherheitsgründen ausgebaut, 1949 kamen die Fenster in die Kirche zurück. Weitere Restaurierungen fanden in den 1950er und 1970er Jahren statt.
- Fenster 0: Beweinung Christi

| Das zentrale Chorfenster mit der Darstellung der Beweinung Christi stammt aus dem späten 16. Jahrhundert. Das Maßwerk wurde durch Scheiben aus dem Ende des 15. Jahrhunderts ergänzt, auf denen Gottvater und zwei Engel mit den Leidenswerkzeugen dargestellt sind. |

- Fenster 1: Unbefleckte Empfängnis

|  | Das Fenster wurde um 1533 von dem Glasmaler François Delalande aus La Ferté-Bernard ausgeführt. Nur noch im oberen Teil der Lanzetten und im Maßwerk sind die originalen Scheiben erhalten. Im Maßwerk sind musizierende Engel zu sehen und die heilige Genoveva, rechts außen ihr Attribut, der Teufel. 1883 ersetzten Eugène Hucher und sein Sohn Ferdinand, die die Glasmalereiwerkstatt der Karmelitinnen von Le Mans leiteten, die ursprünglichen Scheiben mit Szenen der Legende des heiligen Nikolaus durch eine Darstellung der Unbefleckten Empfängnis Mariens, die sie mit Mariensymbolen umgaben. |

- Fenster 2: Geburt Christi

| Das Fenster wurde um 1534 von der Familie Heullant bei dem Glasmaler Jean Courtois aus La Ferté-Bernard in Auftrag gegeben. Auch hier sind nur noch die oberen Teile der Lanzetten und das Maßwerk von der ursprünglichen Verglasung erhalten. Im Jahr 1868 wurden neue Scheiben mit der Darstellung der Geburt Christi eingesetzt, die vermutlich von Eugène Hucher in der Glasmalereiwerkstatt der Karmelitinnen von Le Mans hergestellt wurden. |

- Fenster 3: Marientod

|  | Das Maßwerk und der obere Teil der Lanzetten stammen noch aus dem Fenster, das 1533 von François Delalande geschaffen wurde. Statt der ursprünglichen Scheiben wurde 1873 die Szene des Marientodes eingebaut, die von Édouard Rathouis in der Glasmalereiwerkstatt der Karmelitinnen von Le Mans angefertigt wurde. |

- Fenster 4: Mariensymbole

|  | Das Fenster wurde von Léopold Charles stark restauriert und ergänzt. Die untere Inschrift besagt, dass das Fenster 1533 gestiftet und 1858 restauriert wurde. Im Maßwerk ist Gottvater dargestellt, unten die Stifter, über denen die Stadt La Ferté-Bernard mit ihrer Kirche zu erkennen ist. Die Mariensymbole sind von Schriftbändern mit ihren lateinischen Bezeichnungen wie „DOMUS DEI“ (Haus Gottes), „TURRIS DAVID“ (Turm Davids), „SPECULUM SINE MACULA“ (Spiegel ohne Makel), „PORTA CELI“ (Pforte des Himmels), „HORTUS CONCLUSUS“ (verschlossener Garten) umgeben. |

- Fenster 5: Gastmahl im Hause des Simon

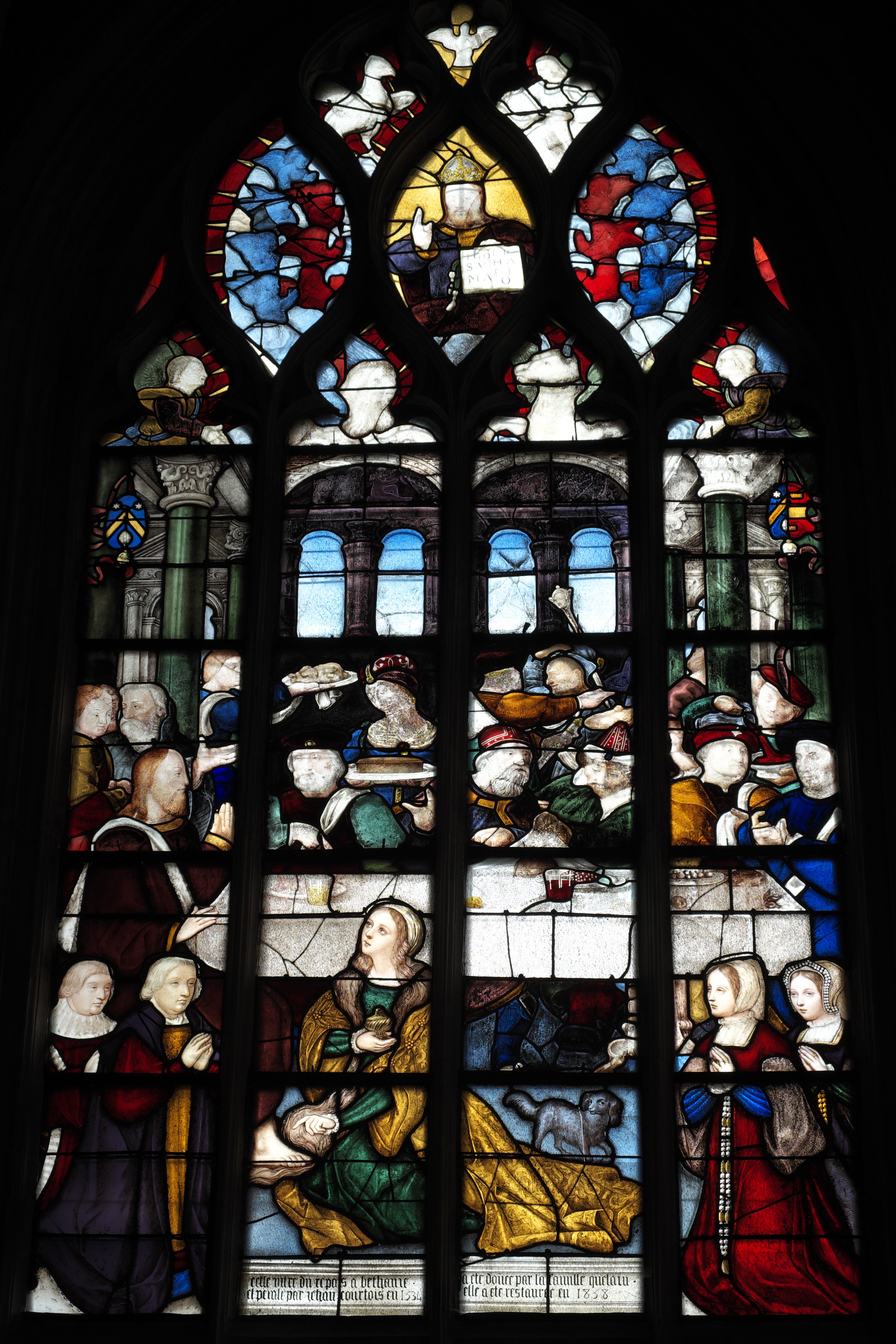
Gastmahl im Hause des Simon

Auf der Inschrift unten ist zu lesen, dass das Fenster von der Familie Quelain gestiftet, im Jahr 1534 von „Jehan Courtois“ ausgeführt und 1858 restauriert wurde. Im Maßwerk ist Gottvater dargestellt, der ein aufgeschlagenes Buch in Händen hält. Im Zentrum der Szene des Gastmahls im Hause des Simon kniet Maria Magdalena, die Jesus mit ihren Haaren die Füße salbt.

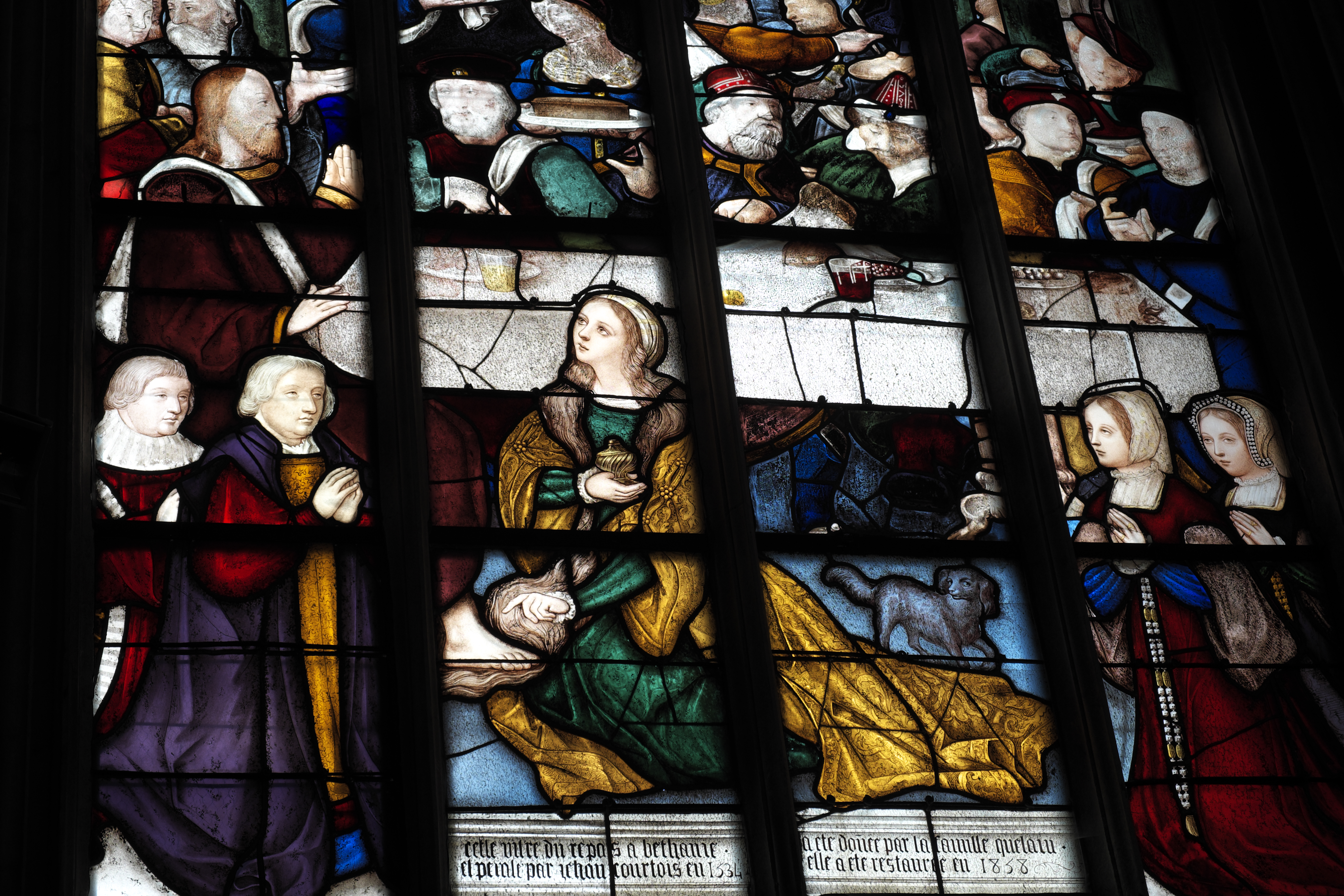
Maria Magdalena
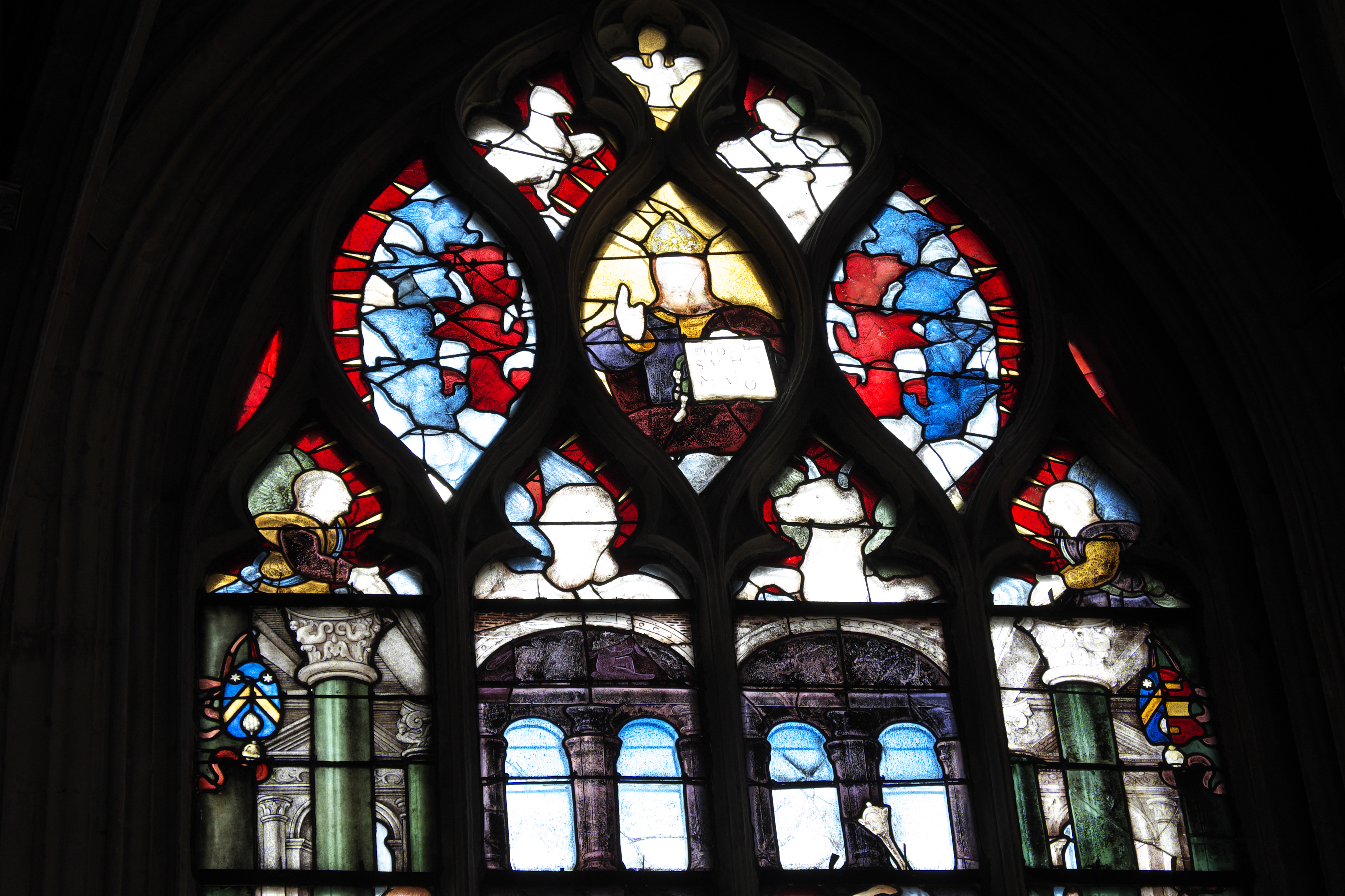
Gottvater

- Fenster 6: Johannes der Täufer

|  | Das Fenster wurde 1534 ausgeführt und 1858 restauriert und ergänzt. Im oberen Teil sind die Taufe Jesu, die Predigt Johannes des Täufers in der Wüste und seine Enthauptung dargestellt. Im unteren Teil sieht man Stifter und in der Mitte den Apostel Jakobus und Johannes den Täufer mit dem Lamm Gottes. |

- Fenster 7: Vision der Nonne Margareta Maria Alacoque

| Von dem Fenster, das zwischen 1530 und 1540 ausgeführt wurde, sind nur noch die Scheiben im Maßwerk erhalten. Die Szene, in der Jesus der Nonne Margareta Maria Alacoque erscheint und auf sein Herz zeigt, wird Eugène Hucher zugeschrieben und wurde vermutlich in der Glasmalereiwerkstatt der Karmelitinnen von Le Mans hergestellt. |

- Fenster 8: Der ungläubige Thomas

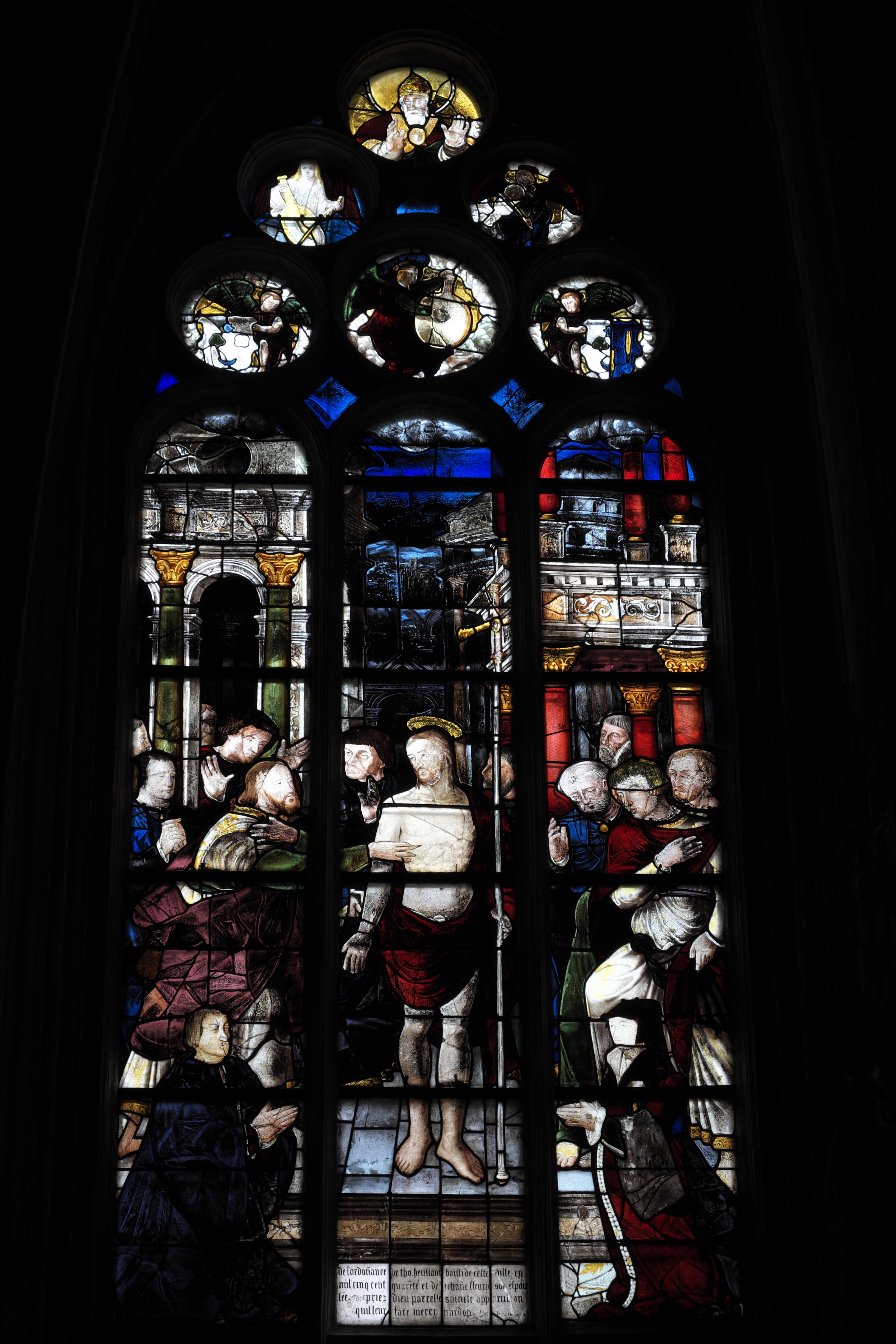
Der ungläubige Thomas

Auf dem Fenster ist der Apostel Thomas dargestellt, der erst an die Auferstehung Jesu glaubt, als er seinen Finger in die Wunde Jesu legt. Die Darstellung Gottvaters im Maßwerk ist von musizierenden Engeln umgeben. Das Fenster wurde um 1540 für Thomas Heullant und seine Frau Jeanne Fleury geschaffen, wie die untere Inschrift besagt. In der Mitte des 19. Jahrhunderts wurde das Fenster restauriert und ergänzt.

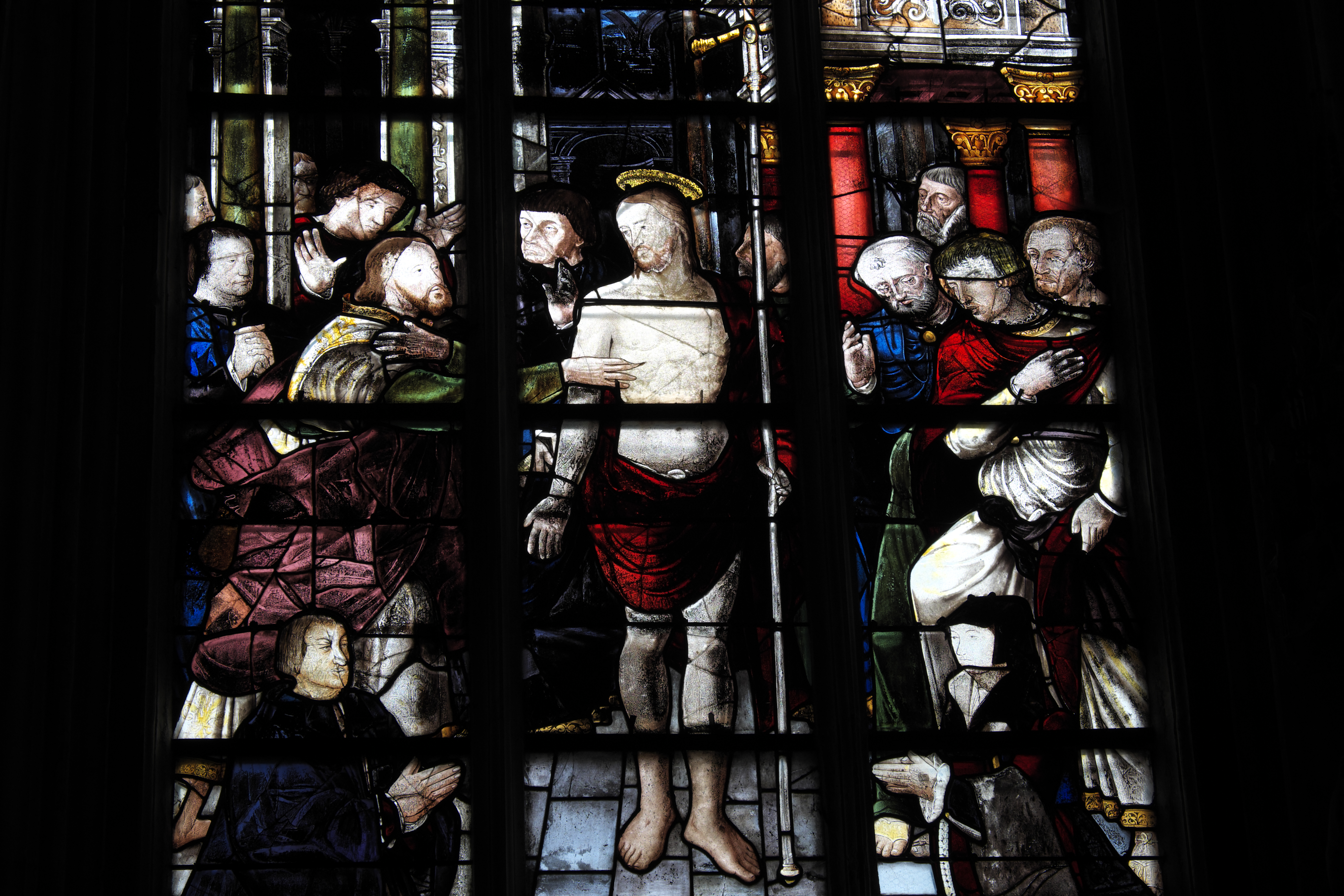
Jesus und Thomas
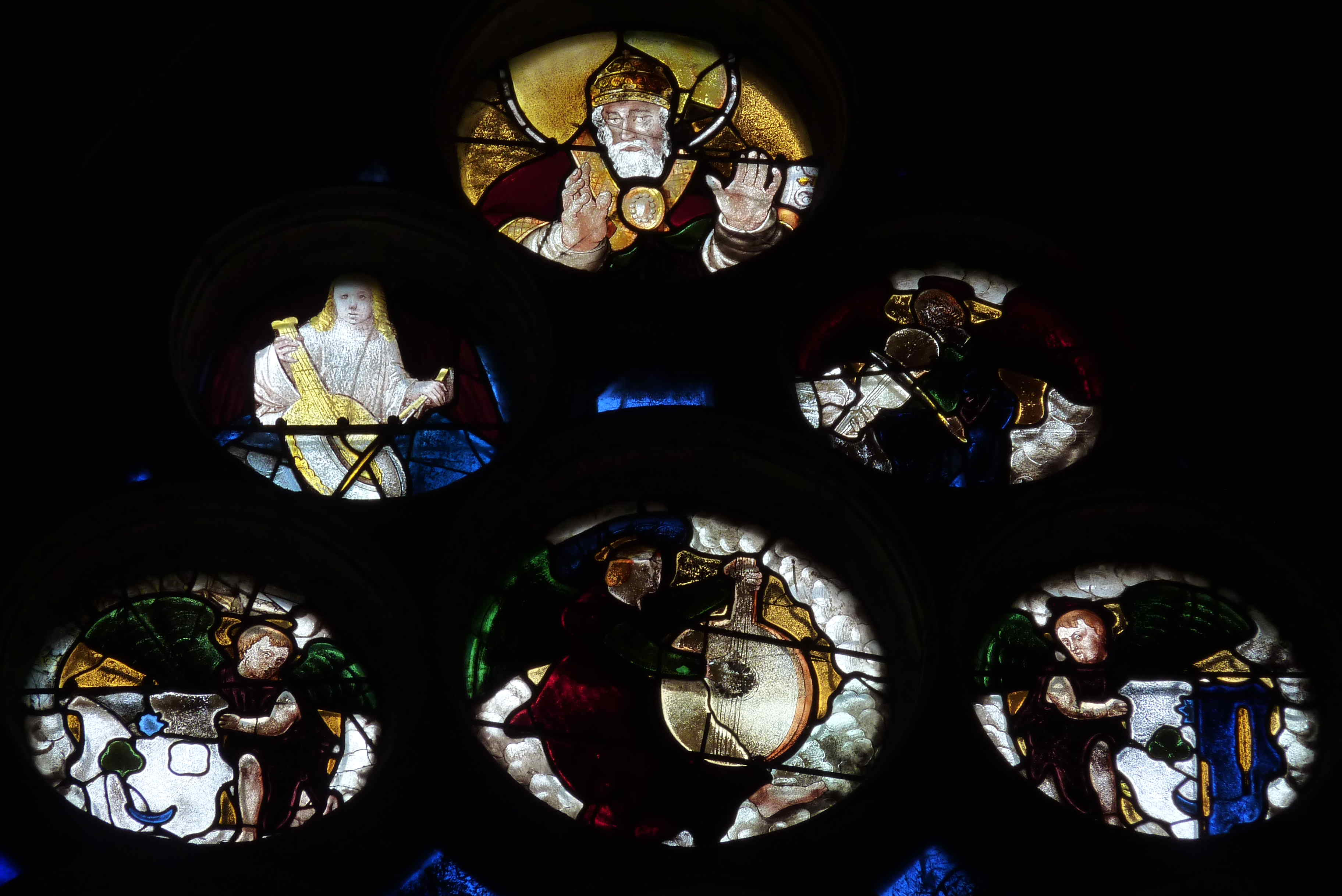
Gottvater und Engel im Maßwerk

- Fenster 10: Fragmente

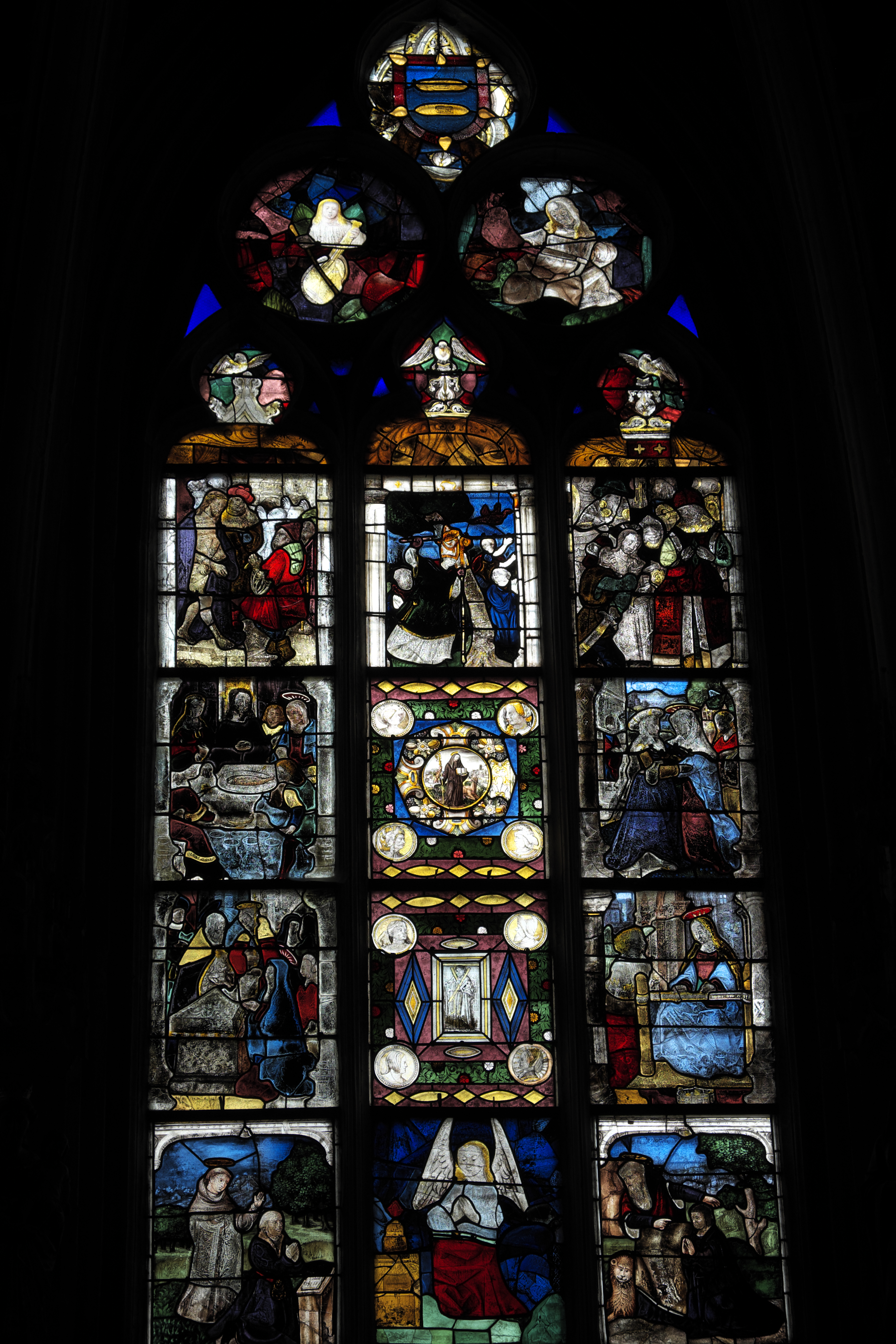
Fragmente

In diesem Fenster sind Fragmente unterschiedlicher Fenster zusammengesetzt. Man erkennt auf der linken Seite die Szenen Jesus vor Kaiphas, die Hochzeit zu Kana und die Präsentation Jesu im Tempel, auf der rechten Seite die Verkündigung, die Heimsuchung und die Vermählung Marias. Auf den Scheiben der mittleren Lanzette sieht man den heiligen Julianus von Le Mans, der einen geweihten Baum fällt, darunter den heiligen Ägidius und den Apostel Andreas. Auf den unteren äußeren Scheiben sind die Stifter mit ihren Schutzpatronen dargestellt, links vielleicht der heilige Stephanus und rechts der Kirchenvater Hieronymus.

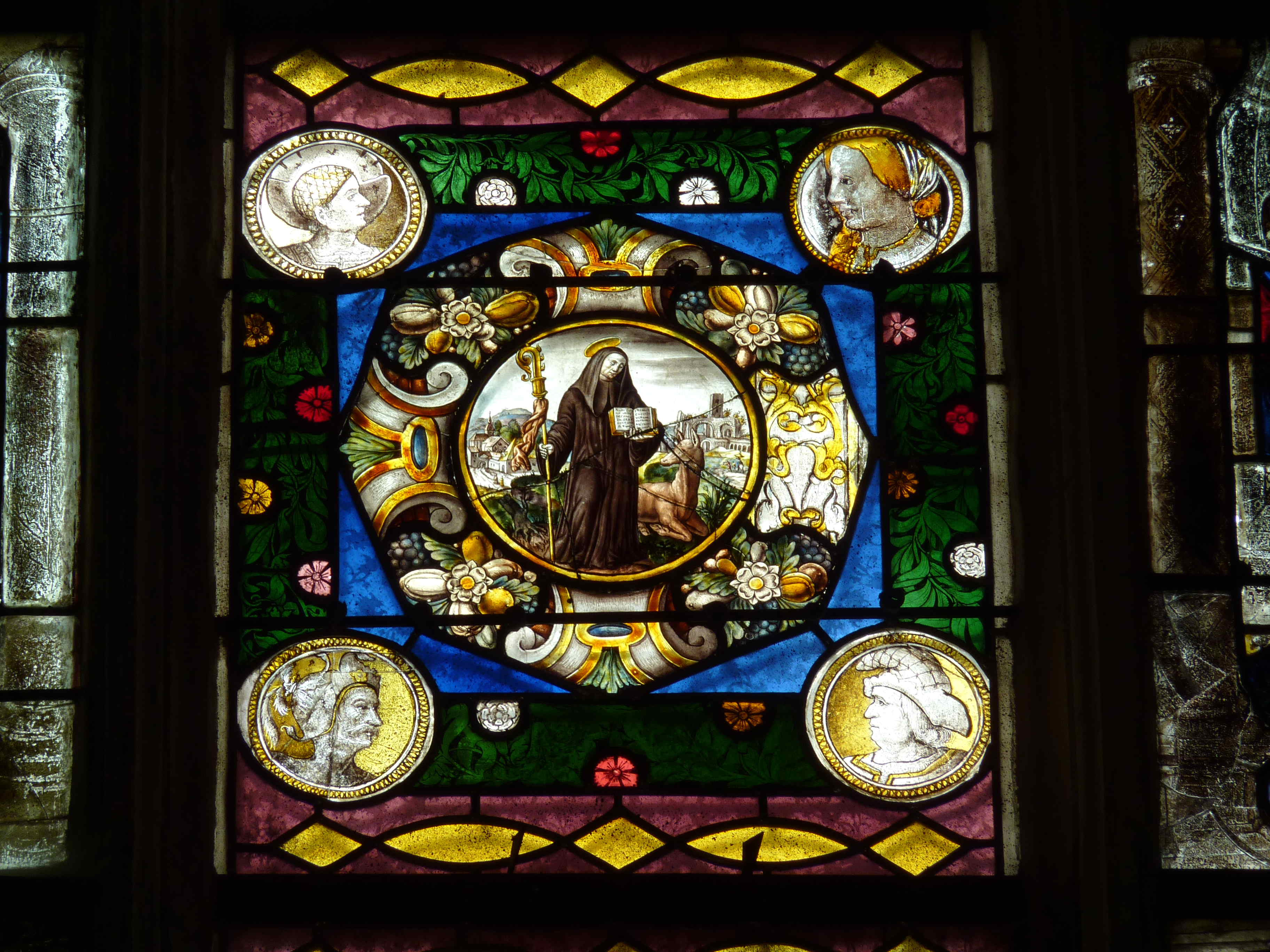
Heiliger Ägidius
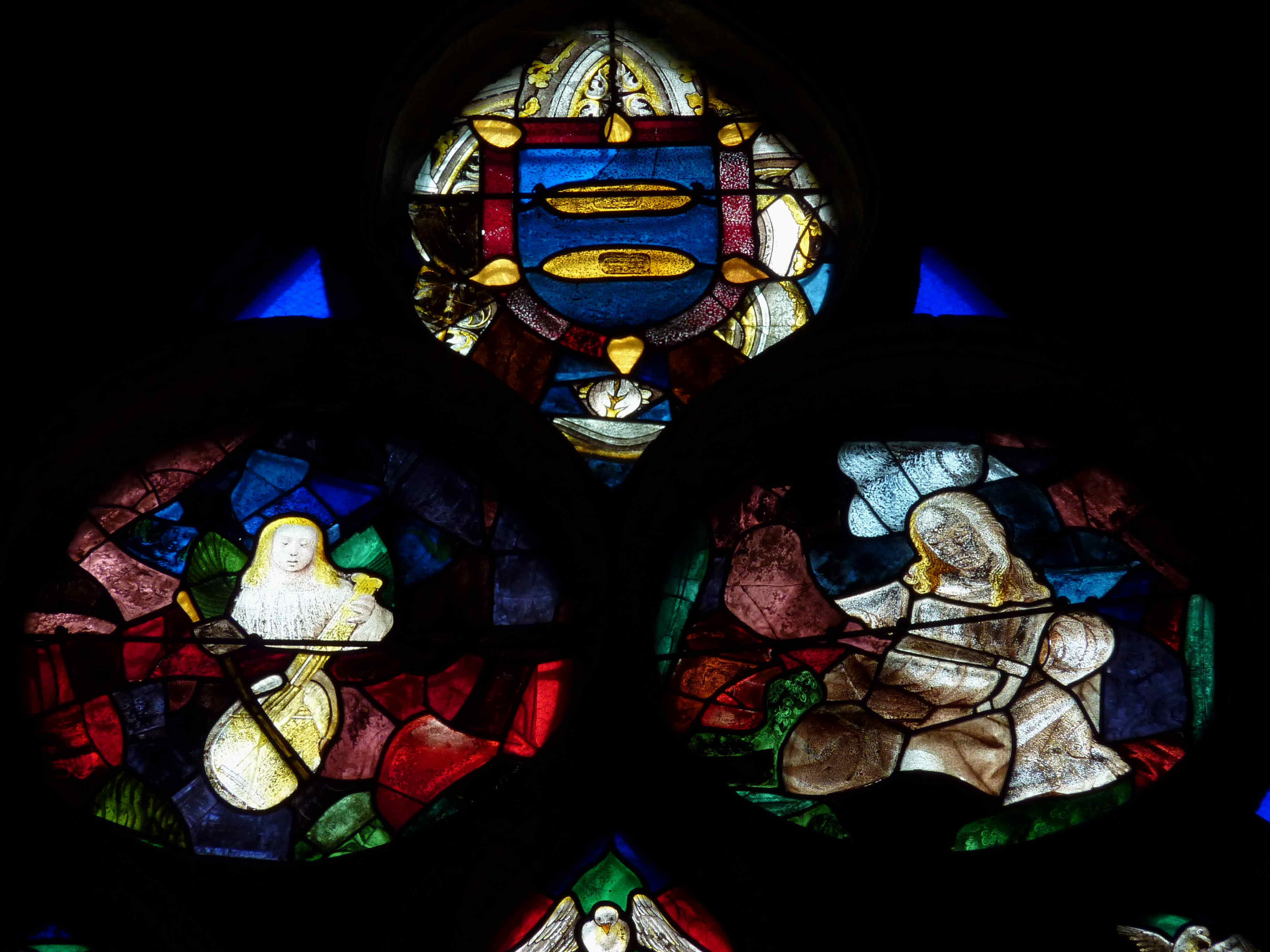
Maßwerk

- Fenster 12: Heiliger Julianus und heiliger Nikolaus

|  | Auf den unteren Feldern sind Episoden aus dem Leben des heiligen Julianus von Le Mans dargestellt. Er heilt einen Blinden, er erweckt einen Toten zum Leben, er speist mit seinen Begleitern, er predigt und treibt einen Teufel aus. Die oberen Felder sind dem heiligen Nikolaus von Myra gewidmet, der, um eine Hungersnot zu verhindern, Getreide von einem Schiff laden lässt, zum Bischof gewählt wird und die drei Scholaren aus dem Salzfass rettet. In der mittleren Lanzette kniet oben ein Stifter. |

- Passionsfenster

| Das Fenster wurde in der zweiten Hälfte des 19. Jahrhunderts neu zusammengesetzt. Im Zentrum ist die Auferweckung des Lazarus dargestellt. Die Szene wurde vermutlich im frühen 16. Jahrhundert von Robert Courtois geschaffen. Andere Szenen stellen die Kreuztragung, die Kreuzigung, die Kreuzabnahme und die Auferstehung Christi dar. Auf der mittleren Scheibe der linken Lanzette kann man Jesus vor Pilatus erkennen. |

- Madonna mit Kind, Bischof und Erzengel Michael

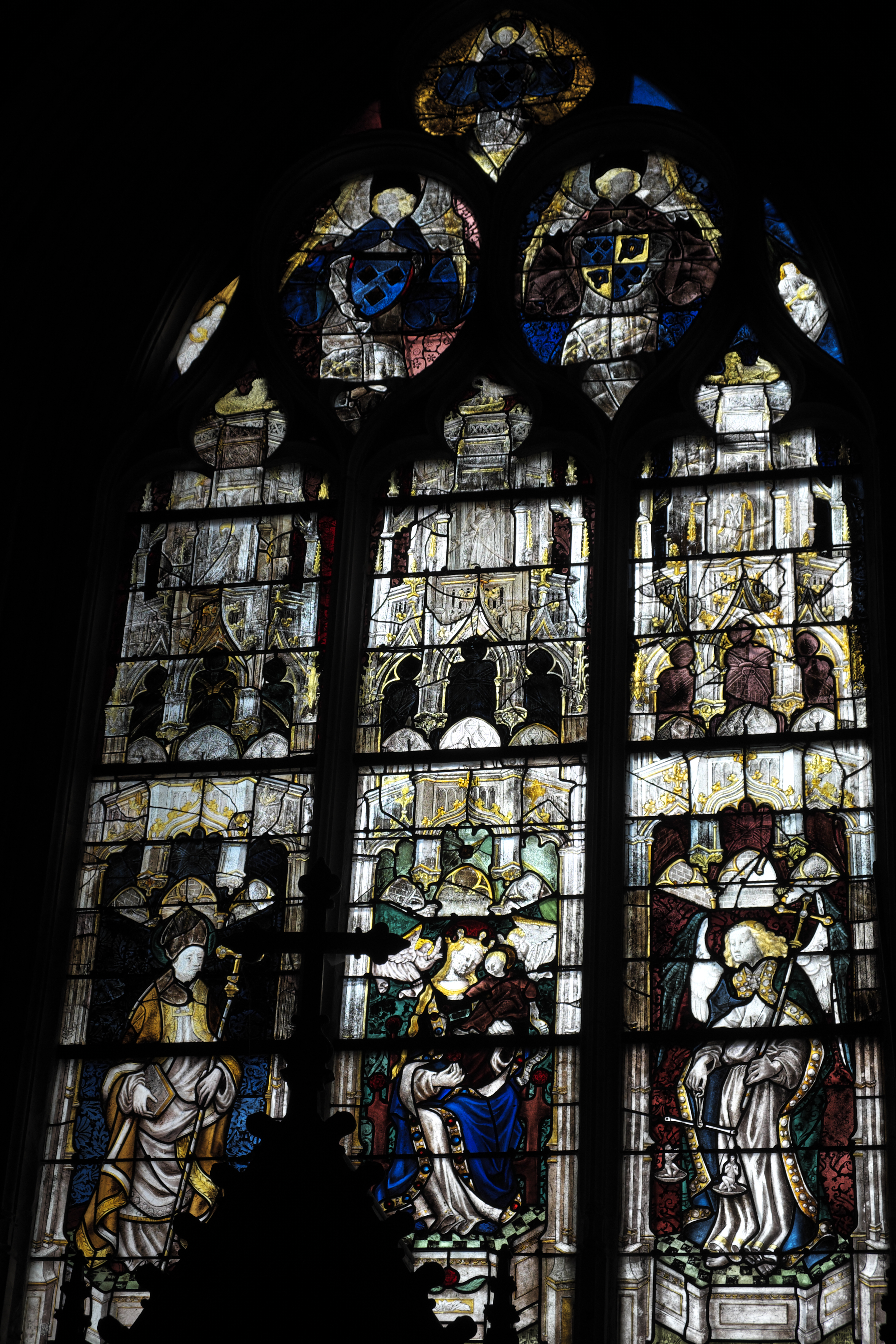
Madonna mit Kind, Bischof und Erzengel Michael

Das Fenster stammt aus dem späten 15. oder frühen 16. Jahrhundert. Es wurde 1931 restauriert und ergänzt. Auf der mittleren Lanzette ist eine Madonna mit Kind dargestellt. Auf der linken Lanzette sieht man einen Bischof und auf der rechten Lanzette den Erzengel Michael mit der Seelenwaage. Im Maßwerk sind Engel mit Wappen zu sehen.

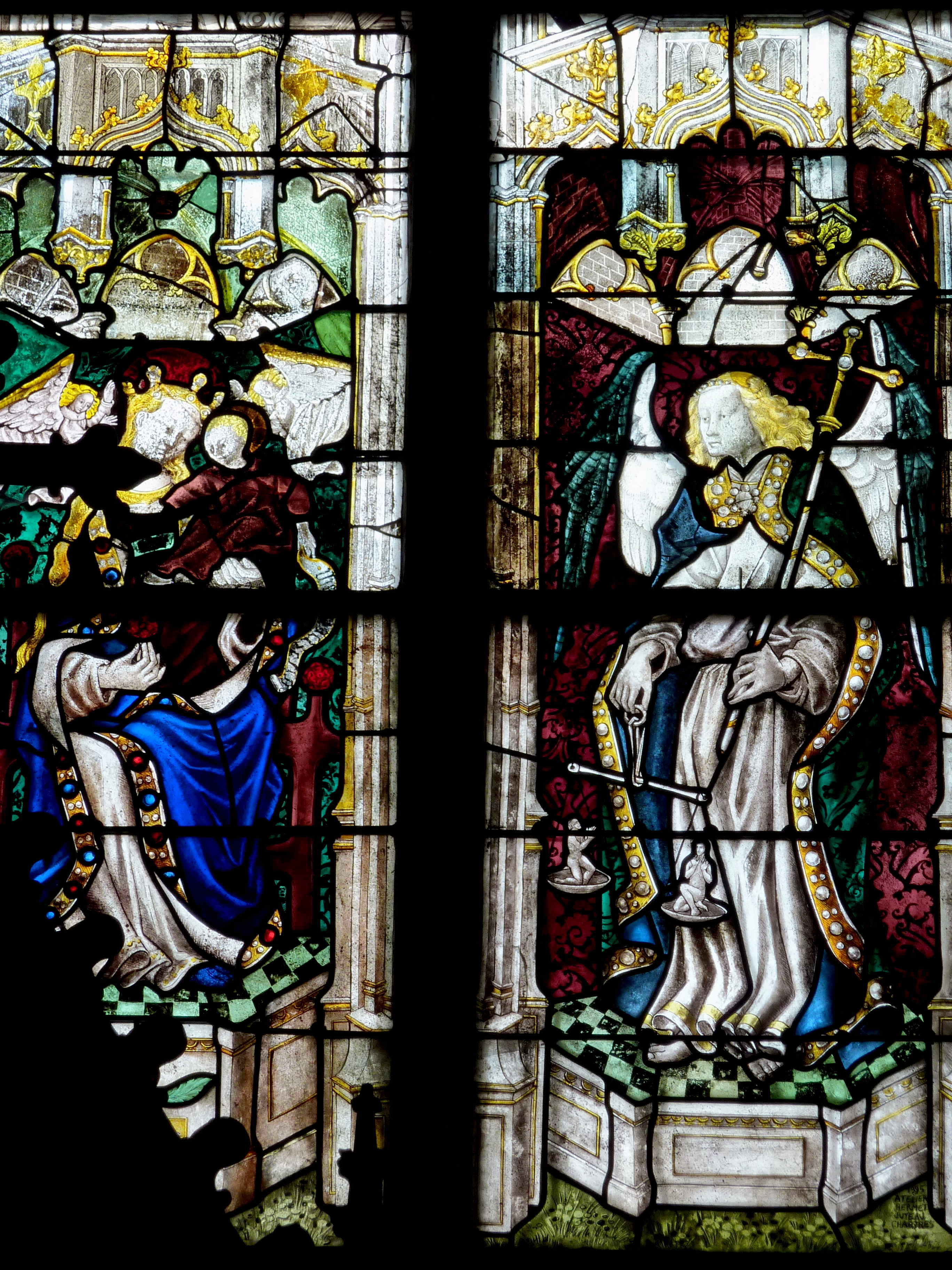
Madonna mit Kind und Erzengel Michael
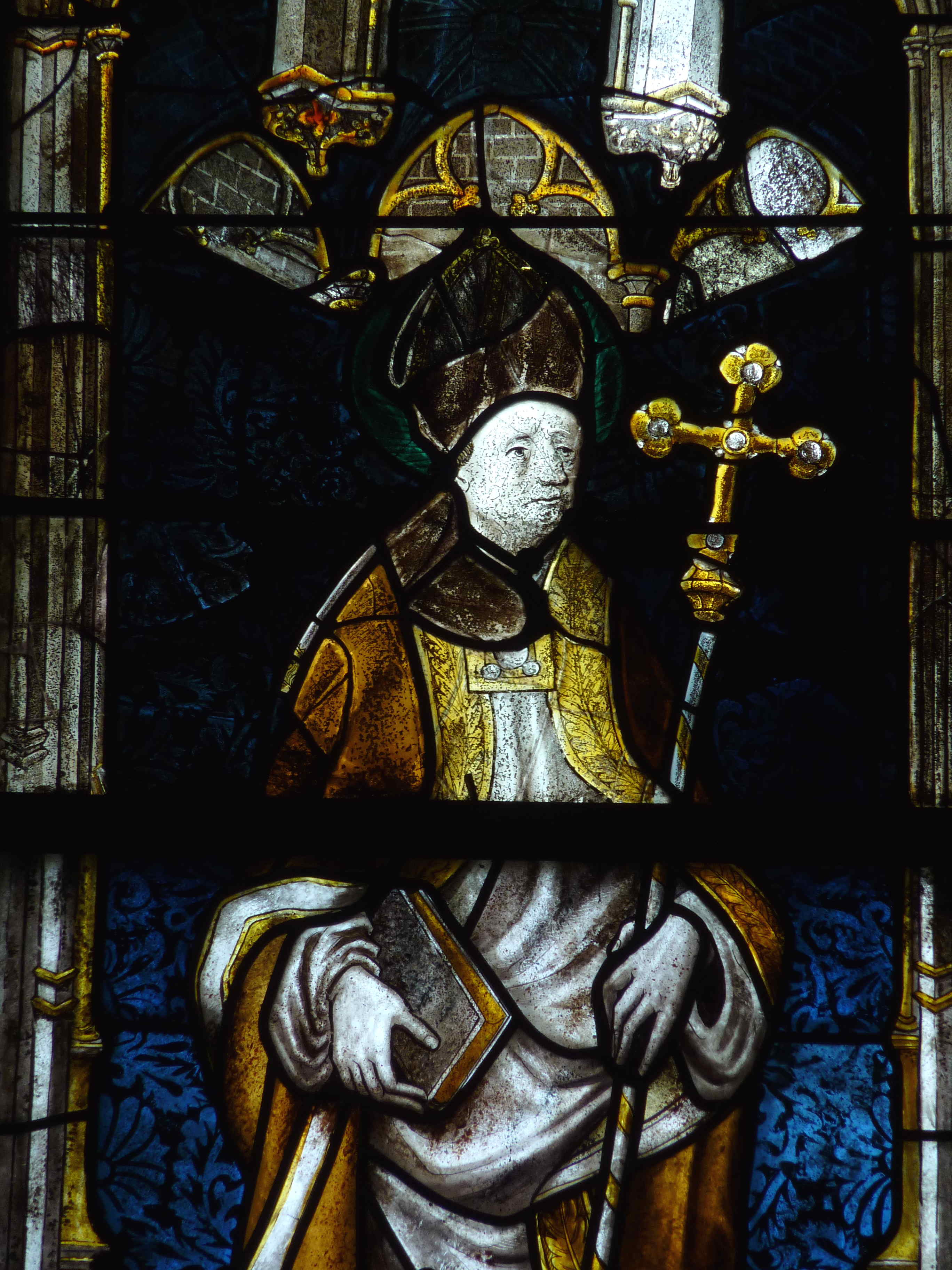
Bischof

- Fenster 22: Verspottung Jesu

|  | Das Fenster wurde vermutlich 1540 ausgeführt. 1851 wurde es von Léopold Charles stark überarbeitet. Die Darstellung der Verspottung Jesu nimmt alle drei Lanzetten ein. Im Maßwerk sieht man Pontius Pilatus, der seine Hände in Unschuld wäscht. |

- Jesus zeigt seine Wunden

| Das Fenster wird in das späte 15. oder frühe 16. Jahrhundert datiert. Auf der mittleren Lanzette wird der auferstandene Christus, der seine Wunden zeigt, dargestellt, auf der linken Lazette der heilige Bernhard und auf der rechten Lanzette der heilige Laurentius mit seinem Rost. Alle Figuren stehen in Nischen unter Baldachinen. - Jesus und heiliger Laurentius - Jesus zeigt seine Wunden |

- Fenster 23: Judaskuss

| Das Fenster mit der Darstellung des Judaskusses stammt vermutlich aus dem Jahr 1540. Rechts und links werden am unteren Bildrand zwei Priester als Stifter dargestellt. Im Maßwerk sieht man Engel und in der Mitte ein Wappen. - Stifter - Judaskuss |

- Fragmente mit Marientod

| Das Fenster wurde im 19. Jahrhundert aus verschiedenen Fragmenten zusammengesetzt. Von der ursprünglichen Verglasung sind nur die Scheiben im Maßwerk erhalten. Sie stammen aus dem späten 15. Jahrhundert und wurden von Robert Courtois geschaffen. Links ist Gottvater dargestellt, rechts die Krönung Mariens. Die Scheiben mit der Darstellung des Marientodes stammen ebenfalls aus dem späten 15. Jahrhundert. |

- Georgsfenster

|  | Das Georgsfenster wurde vermutlich zwischen 1481 und 1483 geschaffen. Damals war der französische König Ludwig XI. Grundherr von La Ferté-Bernard. An ihn und seine Gemahlin Charlotte von Savoyen erinnern die beiden Wappen in den Spitzen der rechten und linken Lanzette. Beide sind auch in der mittleren Lanzette über dem heiligen Georg, der den Drachen besiegt, dargestellt. Die seitlichen Lanzetten schildern Szenen seines Martyriums. |

- Kreuzigung

| Das Fenster wurde von François de Lorraine, dem Herzog von Guise, und seiner Gemahlin Anna d’Este in Auftrag gegeben und um 1600 ausgeführt. Die Stifter sind auf den unteren Scheiben dargestellt, hinter ihnen ihre Schutzpatrone, der heilige Franz von Assisi und die heilige Anna. Ihre Wappen, die von der Kette des Ordens des heiligen Michael umrahmt werden, sieht man im Maßwerk. Die mittlere Lanzette zeigt Christus am Kreuz, zu dessen Füßen Maria Magdalena kauert. Auf der linken Lanzette sieht man Maria und auf der rechten Lanzette den Apostel Johannes. |

- Jesus am Ölberg

| Das Fenster stammt aus der Zeit um 1600. Es ist in drei Lanzetten und zwei Bildebenen unterteilt. Auf dem oberen Teil kniet Jesus am Ölberg, vor ihm ein Engel, der ihm das Kreuz und den Kelch vor Augen hält. Zu seinen Füßen liegen die schlafenden Jünger. Auf der unteren Bildebene kniet eine Stifterin, umgeben von einer prächtigen Architekturkulisse. Im Maßwerk sieht man Gottvater und musizierende Engel. |

- Stifter

| Das Fenster ist aus Fragmenten aus dem späten 15. Jahrhundert und aus der Zeit um 1600 zusammengesetzt. Es sind ein Stifter und eine Stifterin dargestellt, neben dem Stifter steht Johannes der Täufer, der das Lamm Gottes präsentiert. Im Hintergrund der Stifterin ist ein Drache zu erkennen. |

- Belagerung von La Ferté-Bernard

| Auf einem Fenster ist die Belagerung von La Ferté-Bernard durch englische Truppen während des Hundertjährigen Krieges dargestellt, die nach dem damaligen Glauben durch die Hilfe der Jungfrau Maria beendet werden konnte. Bereits Ende des 15. Jahrhunderts stifteten die Bewohner von La Ferté-Bernard aus Dankbarkeit ein Fenster zu diesem Ereignis, von dem heute nur noch das Maßwerk erhalten ist. Im Jahr 1877 erhielt Eugène Hucher den Auftrag, das Fenster wieder zu vervollständigen. |

- Herz Jesu

| Auf einem weiteren Fenster, das zwischen 1875 und 1876 von Eugène Hucher und Édouard Rathouis ebenfalls in der Glasmalereiwerkstatt der Karmelitinnen von Le Mans hergestellt wurde, ist neben dem Herzen Jesu, Papst Pius IX. und dem Petersdom in Rom die Kirche Notre-Dame-des-Marais dargestellt. Auf der unteren Ebene sind zwei Bischöfe der Diözese von Le Mans dargestellt. Das Fenster erinnert an die Weihe des Bistums Le Mans an das Herz Jesu (Sacré-Cœur de Jésus) in den Jahren 1872 und 1875. Fragmente im Maßwerk sowie die Darstellung eines Stifters in der Mitte unten stammen aus dem 16. Jahrhundert. - Petersdom, Papst Pius IX., Kirche Notre-Dame-des-Marais, Bischöfe und Stifter - Kirche Notre-Dame-des-Marais |

## Orgel

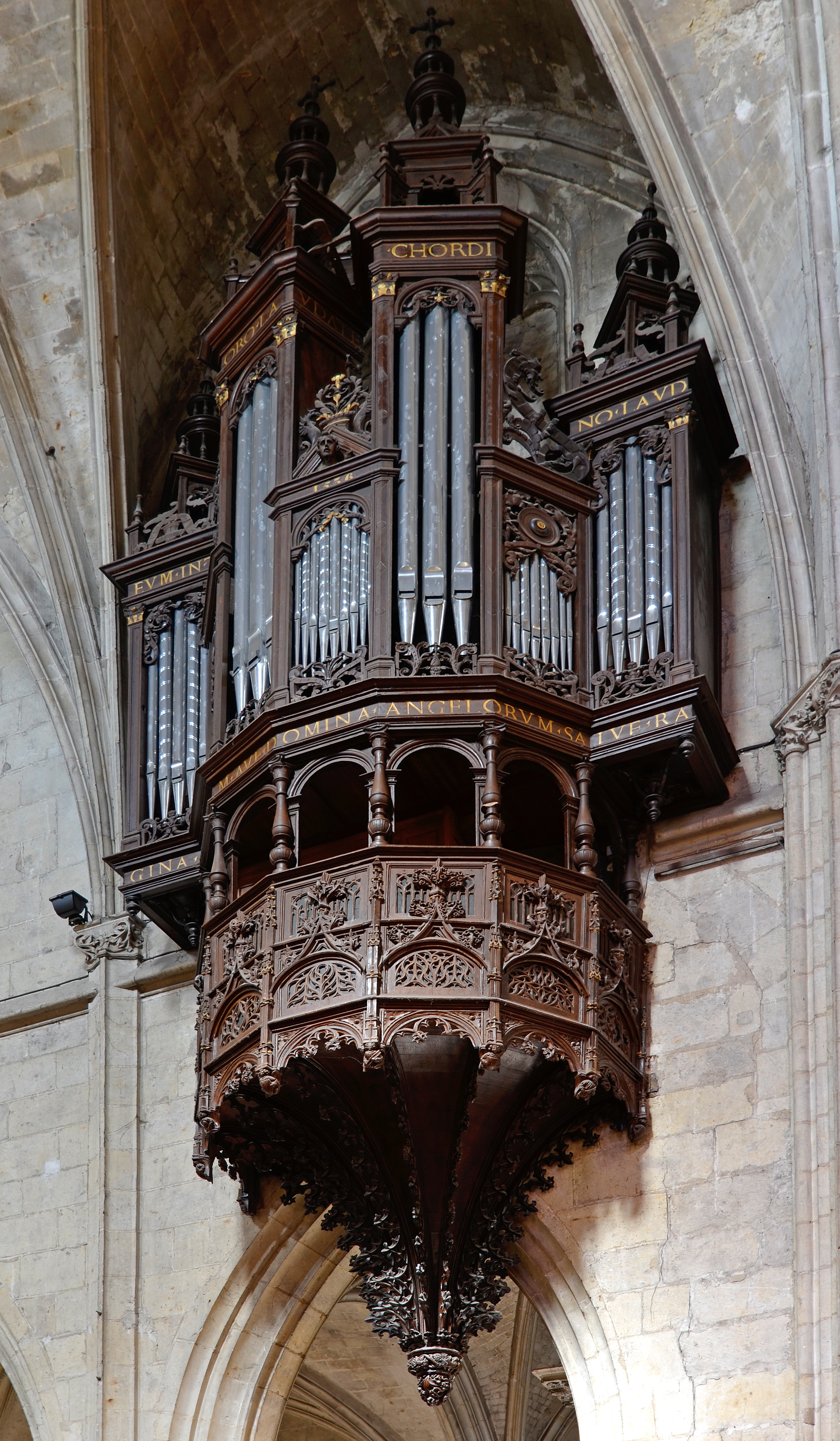
Orgel

Die Orgel wurde 1501 in der Orgelmanufaktur von Evrard Baudot in Auftrag gegeben und ist als Schwalbennestorgel ausgeführt. Vom ursprünglichen Gehäuse sind nur noch die Konsole und die korbförmige Empore erhalten. Der obere Teil wurde erneuert.